# Oedura marmorata
Oedura marmorata (мармуровий оксамитовий гекон) — вид геконоподібних ящірок родини диплодактилідів (Diplodactylidae). Ендемік Австралії.

## Поширення й екологія
Мармурові оксамитові гекони мешкають на півострові Арнемленд на півночі Північної Території, від річки Вікторія на схід до затоки Карпентарія. Вони живуть в саванах і рідколіссях, де трапляються в тріщинах серед скель.